# Viol collectif en 2013 à l'université Vanderbilt
Le viol collectif en 2013 à l'université Vanderbilt est une affaire criminelle dont les faits se sont produits dans la nuit du 23 juin 2013 sur le campus de l'université Vanderbilt, à Nashville dans le Tennessee. Quatre étudiants de l'université, joueurs de football américain, ont traîné une étudiante, inconsciente, dans la chambre d'une résidence étudiante pour la violer collectivement, tout en prenant des photos et des vidéos. L'un d'eux a aussi uriné sur elle. 
Trois des violeurs sont condamnés à des peines d'emprisonnement allant de quinze ans (peine minimum au Tennessee pour ce crime) à dix-sept ans. Le quatrième a négocié sa peine, qui lui impose dix années de mise à l'épreuve.

## Crime
Le 23 juin 2013, quatre membres de l'équipe universitaire de football américain — Brandon Vandenburg, Cory Lamont Batey, Brandon E. Banks et Jaborian « Tip » McKenzie — ont emporté une étudiante inconsciente de 21 ans dans une chambre étudiante de la résidence Gilette House. Ils la violent tour à tour, la giflent et commettent d'autres violences sexuelles au cours d'une agression qui dure 32 minutes,,,,,. Ils prennent plus de 40 photographies du crime, ainsi que des vidéos, avec les téléphones mobiles de Vanderburg, Batey, et Banks,. La victime (qui est blanche) déclare au tribunal que Batey (qui est Afro-Américain), après l'avoir violée, a uriné sur son visage en disant qu'elle a mérité ce qu'il lui a fait à cause de sa couleur de peau,.

## Enquête et condamnations
Les quatre criminels avaient enregistré le viol collectif sur leurs appareils mobiles et ont tenté d'effacer les preuves. Ces éléments, une fois restaurés, sont présentés au tribunal, ainsi que l'enregistrement d'une caméra de surveillance qui les surprend en pleine action.
Les sportifs sont congédiés de leur équipe le 29 juin 2013 et n'ont plus le droit de venir sur le campus au cours des six semaines suivantes, qui correspondent à la durée de l'enquête. Le 9 août 2013, ils sont arrêtés au motif de viol aggravé et d'agression sexuelle,.
En juillet 2016, le jury du tribunal pénal au comté de Davidson condamne Cory Lamont Batey (âgé de 22 ans) a une peine d'emprisonnement de 15 années, soit le minimum légal ; à sa sortie, il sera porté au fichier des auteurs d'infractions sexuelles pour le restant de ses jours.
En novembre 2016, Brandon Vandenburg est condamné à 17 ans d'emprisonnements ; à sa sortie, il sera porté au fichier des auteurs d'infractions sexuelles pour le restant de ses jours.
En août 2017, Brandon E. Banks est condamné à 15 années d'emprisonnement ; il sera porté au fichier des auteurs d'infractions sexuelles pour le restant de ses jours.
En mars 2018, après avoir témoigné contre ses complices et plaidé coupable de complicité de viol aggravé, Jaborian « Tip » McKenzie accepte une négociation de peine : sursis avec mise à l'épreuve pendant 10 ans et inscription au fichier des auteurs d'infractions sexuelles pour le restant de ses jours ; il est le seul des quatre qui échappe aux peines de prison,,. Après avoir aidé ses complices à transporter la victime dans la chambre, il n'existe pas de preuve qu'il l'ait touchée,.
En septembre 2013, un cinquième sportif, Chris Boyd, a plaidé coupable de complicité car il a encouragé les criminels à ne pas faire de bruit et à détruire les preuves du viol ; il est exclu de l'équipe sportive pour sa tentative de dissimuler le viol, mais pas de l'université,. Il a témoigné contre Vandenberg et Bateydans dans le cadre de sa négociation de peine, et il est condamné à une année de sursis avec mise à l'épreuve. Mack Prioleau, qui partageait sa chambre avec Vandenburg, se trouvait sur les lieux au moment du crime. Il a déclaré qu'il n'a pas su comment réagir. Il a incité les coupables à effacer toutes les preuves et les a même aidés à nettoyer la chambre pour en retirer les indices. Accusé de complicité, Prioleau est condamné à une année de sursis avec mise à l'épreuve.
En 2019, Batey, Vanderburg et Banks interjettent appel auprès de la Tennessee Court of Criminal Appeals (en) dans l'espoir de faire annuler leurs condamnations et ils échouent. En 2020, la Cour suprême du Tennessee (en) refuse d'examiner la demande d'appel de Vandenburg concernant sa condamnation.